# Brayopsis gamosepala
Brayopsis gamosepala är en korsblommig växtart som beskrevs av Al-shehbaz. Brayopsis gamosepala ingår i släktet Brayopsis och familjen korsblommiga växter. Inga underarter finns listade i Catalogue of Life.